# Đường Nghệ Hân
Đường Nghệ Hân (tiếng Trung: 唐艺昕; bính âm: Táng Yìxīn), tên khai sinh là Đường Đình (bính âm: Táng Tíng, sinh ngày 9 tháng 12 năm 1989), là một nữ diễn viên người Trung Quốc. Đường Nghệ Hân tốt nghiệp tại Đại học Trùng Khánh năm 2010. Sau đó cô gia nhập làng giải trí vào năm 2011.

## Đời tư
Trương Nhược Quân và Đường Nghệ Hân bắt đầu hẹn hò từ năm 2011 nhưng phải đến ngày 2 tháng 8 năm 2017 cặp đôi mới đăng Weibo công khai cho công chúng biết.
Ngày 27 tháng 6 năm 2019 cả hai chính thức về chung một nhà sau 8 năm hẹn hò bằng một hôn lễ tráng lệ được tổ chức tại Ireland.
Ngày 3 tháng 5 năm 2020,  Đường Nghệ Hân đã lâm bồn, hạ sinh con gái đầu lòng

## Danh sách phim

### Phim truyền hình
| Năm chiếu  | Tên phim                                            | Vai diễn                            | Chú thích                                      |
| 2011       | Hậu cung Chân Hoàn truyện                           | Kỳ quý nhân - Qua Nhĩ Giai Văn Uyên | Quản Văn Uyên - Chân Huyên truyện              |
| 2012       | Đẳng cấp quý cô                                     | Tô Lợi                              |                                                |
| 2013       | Tuỳ Đường diễn nghĩa                                | Thiện Doanh Doanh                   |                                                |
| 2013       | Bách vạn tân nương chi ái vô hận (Cô dâu bạc triệu) | Diệp Linh                           |                                                |
| 2013       | Lục Trinh truyền kỳ                                 | Thẩm Bích                           |                                                |
| 2014       | Cố lên! Người yêu                                   | Nhậm Mộ Nghiên                      | Vai chính, đóng cặp cùng Trần Hiểu Đông        |
| 2015       | Hoạt sắc sinh hương                                 | Hương Tuyết Ngâm                    | Khách mời                                      |
| 2015       | Cưới nhau đi                                        | Dương Vân Du                        | Vai chính, đóng cặp cùng Khưu Tâm Chí          |
| 2016       | Thanh Khâu Hồ truyền thuyết                         | Chung Tình                          |                                                |
| 2016       | Bởi vì tình yêu có hạnh phúc                        | Lộ Tiểu Nam                         | Vai chính, đóng cặp cùng Trần Vỹ Đình          |
| 2016       | Thanh Vân Chí                                       | Điền Linh Nhi                       |                                                |
| 2016       | Thanh Vân Chí 2                                     | Điền Linh Nhi                       |                                                |
| 2017       | Thái cực tôn sư chi thái cực môn                    | Liễu Nghênh Xuân                    | Vai chính                                      |
| 2017       | Tâm lý sư                                           | Âu Dương Hân                        | Phim web Vai chính, đóng cặp cùng Kiều Chấn Vũ |
| 2017       | Quân sư liên minh                                   | Quách Chiêu                         | Vai thứ chính                                  |
| 2017       | Quân sư liên minh 2                                 | Quách Chiêu                         |                                                |
| 2017       | Độc bộ thiên hạ                                     | Đông Ca                             | Phim web Vai chính, đóng cặp cùng Lâm Phong    |
| 2021       | Những đứa con nhà họ Kiều                           | Hạng Nam Phương                     |                                                |
| 2021       | Gia đình Tiểu Mẫn                                   | Lưu Tiểu Tiệp                       |                                                |
| 2022       | Mua Không Rời Tay Anh Yêu Em                        | Đinh Dĩ Khả                         | Vai chính, đóng cặp cùng Dương Sĩ Trạch        |
| Chưa chiếu | Bắp Rang Bơ                                         | Hồ Chiêu Tịnh                       | Đóng năm 2013                                  |
| Chưa chiếu | Nửa đời sau của tôi                                 |                                     |                                                |

### Phim điện ảnh
| Năm chiếu | Tên phim                                 | Nhân vật           | Chú thích                                         |
| 2013      | Tây du                                   | Tiểu Song Hiệp     |                                                   |
| 2014      | Thời đại hoàng kim                       | Trình Quyên        |                                                   |
| 2015      | Đi qua tháng năm                         | Tiểu Huyên/ Serena | Vai chính, đóng cùng Lưu Sướng và Bạch Bách Hà    |
| 2015      | Tuổi trẻ long bong                       | Điền Tranh Tranh   |                                                   |
| 2016      | Chuyện Điên Cuồng Nhỏ Bé Gọi Là Tình Yêu | Mộng Hiểu Yên      | Vai chính, đóng cùng Trần Vỹ Đình và Jessica Jung |
| 2019      | Tru Tiên                                 | Điền Linh Nhi      |                                                   |
| 2020      | Bát bách                                 | Dương Huệ Mẫn      | Vai thứ chính                                     |

## Chương trình truyền hình
| Năm  | Tên                                       | Vai trò           |
| ---- | ----------------------------------------- | ----------------- |
| 2014 | Keep Running mùa 1                        | Khách mời         |
| 2015 | Khoái lạc đại bản doanh (ngày 10/10/2015) | Khách mời         |
| 2017 | Keep Running mùa 5                        | Khách mời         |
| 2017 | Chúng tôi đến rồi mùa 2                   | Khách mời cố định |

## Giải thưởng

### Giải thưởng và đề cử
| Năm  | Giải thưởng                             | Hạng mục                       | Kết quả   | Tham khảo |
| ---- | --------------------------------------- | ------------------------------ | --------- | --------- |
| 2013 | Lễ hội thời trang MSN                   | Diễn viên tiềm năng của năm    | Đoạt giải |           |
| 2016 | Lễ trao giải Người đẹp Thời trang COSMO | Thần tượng Mạnh mẽ Thường niên | Đoạt giải |           |